# Althaea hiri
Althaea hiri là một loài thực vật có hoa trong họ Cẩm quỳ. Loài này được Parsa mô tả khoa học đầu tiên năm 1960.